# Niedziczanka
Niedziczanka – rzeka, prawy dopływ Dunajca. Powstaje w górnej części Niedzicy z połączenia Łapszanki z Kacwinianką, którą uważa się za górną część Niedziczanki. Źródła Kacwinianki znajdują się w słowackiej Magurze Spiskiej, skąd spływa w północno-wschodnim kierunku przez miejscowości Osturnia i Wielka Frankowa, poniżej której przekracza granicę polsko-słowacką. Płynie następnie w północnym kierunku przez Kacwin, a po połączeniu się z Łapszanką w północno-wschodnim. W Niedzicy uchodzi do Jeziora Sromowskiego (487 m n.p.m.). Głównymi prawymi dopływami są: Hanusowski Potoczek, Księży Potok i Szubieniczny Potok, a lewymi Łapszanka i Dopustny Potok.
W 2016 r. w dolinie Niedziczanki w Łapszach Niżnych znaleziono pędzliczka brodawkowatego (Syntrichia papillosa) – gatunek rzadkiego mchu podlegającego ochronie.

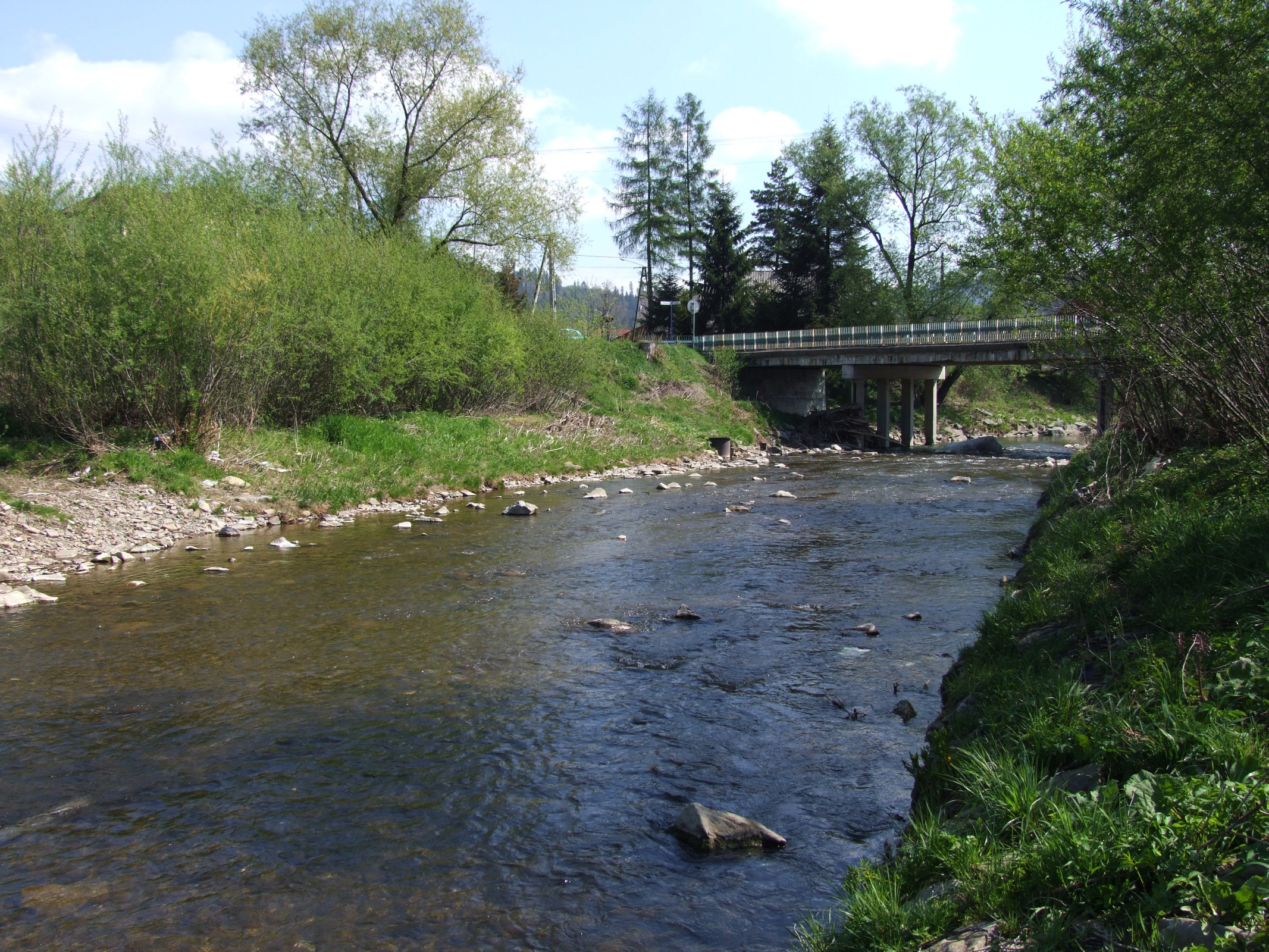
Niedziczanka w Niedzicy